# ماري أوغدن أبوت
ماري أوغدن أبوت (بالإنجليزية: Mary Ogden Abbott)‏ هي رسامة توضيحية ورسامة أمريكية، ولدت في 1894 في كونكورد في الولايات المتحدة، وتوفيت في 1981.